# Amakusanthura botosaneanui
Amakusanthura botosaneanui is een pissebed uit de familie Anthuridae. De wetenschappelijke naam van de soort is voor het eerst geldig gepubliceerd in 2004 door Negoescu.